# OGLE-2005-BLG-390Lb

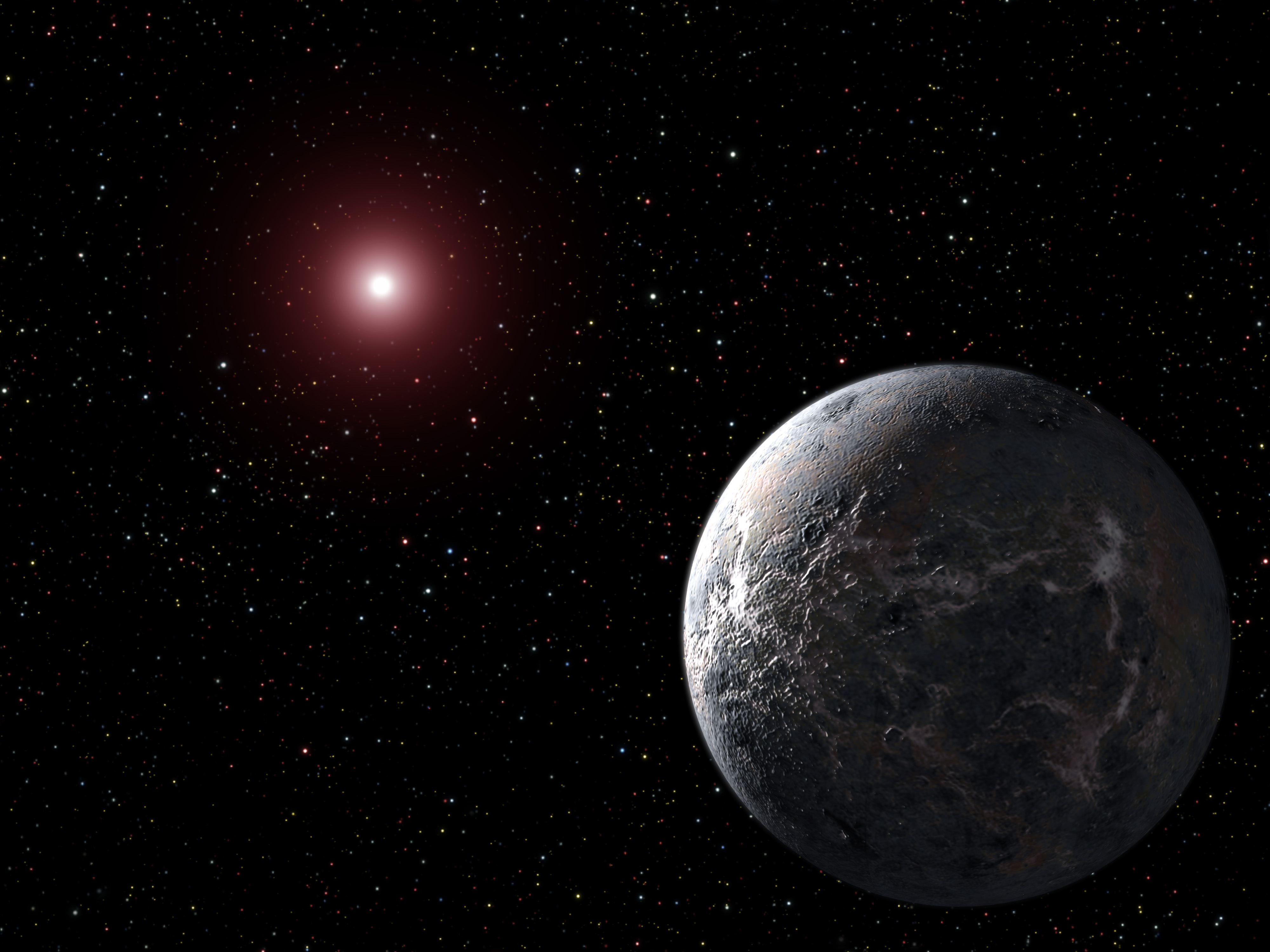
Concepção artística do planeta OGLE-2005-BLG-390Lb.

OGLE-2005-BLG-390Lb é um planeta extrassolar gelado que orbita a estrela OGLE-2005-BLG-390L, uma anã vermelha (provavelmente) situada a uma distância de 21,500 ± 3,300 anos-luz da Terra. A estrela e o planeta estão dentro da região da constelação de Scorpius, perto do centro da Via Láctea. Até a descoberta de Gliese 581 c, era o planeta extra-solar mais parecido com a Terra. O planeta foi descoberto utilizando técnicas que se utilizam das chamadas lentes gravitacionais. A descoberta foi anunciada no dia 25 de Janeiro de 2006.

## Características
O planeta possui uma massa ao redor de 5,5 vezes a massa da Terra, com uma margem de erro de 5,5 para mais e 2,7 para menos. De acordo com cálculos baseados na massa do planeta, ele deve possuir um núcleo rochoso, como o da Terra, e provavelmente uma fina atmosfera. Devido a grande distância do planeta para a estrela, estima-se que a temperatura na superfície desse planeta seja muito fria — algo em torno de 53 kelvins (-220 °C). Devido essa baixa temperatura, espera-se que sua superfície seja composta por uma camada sólida de algumas substâncias que, na Terra, se apresentam líquidas ou gasosas, como água, amônia, metano e nitrogênio.
A distância do planeta até a estrela na qual orbita foi calculada em 2,6 unidades astronômicas, com uma margem de erro de 1,5 para mais e 0,6 para menos. Até sua descoberta, não se conhecia nenhum planeta pequeno com uma distância maior do que 0,15 unidades astronômicas.
Até então, o menor planeta extrassolar conhecido era Gliese 876 d, que tinha uma massa de cerca de 7,5 vezes a da Terra (outros planetas de massa menor já foram detectados, porém em orbita de pulsares).